# Blabomma lahondae
Espèce
Synonymes
- Chorizommoides lahondae Chamberlin & Ivie, 1937

Blabomma lahondae est une espèce d'araignées aranéomorphes de la famille des Cybaeidae.

## Distribution
Cette espèce est endémique de Californie aux États-Unis,.

## Publication originale
- Chamberlin & Ivie, 1937 : New spiders of the family Agelenidae from western North America. Annals of the Entomological Society of America, vol. 30, p. 211-230.